# Gejza Vámoš
Gejza Vámoš (22. prosince 1901, Dévaványa, Maďarsko – 18. března 1956, Muriaė, Minas Gerais, Brazílie) byl slovenský prozaik, dramatik a lékař.

## Život
Narodil se v roce 1901, v maďarsky hovořící židovské rodině v Dévaványi na území dnešního Maďarska. Vyrůstal spolu se třemi sestrami, Margitou, Veronou a Editou. Jeho otec Vojtech Vámoš byl židovského vyznání a pracoval jako úředník na železnici. Ve čtyřicátých letech byl spolu s dalšími Židy deportován ze Slovenska. Gejza Vámoš odmítal ortodoxní židovství i jakoukoli jinou výlučnost a považoval se za liberálního občana a demokrata. Navštěvoval maďarské gymnázium v Nitře, které ukončil maturitou v roce 1919. V témže roce se stal posluchačem lékařské fakulty Univerzity Karlovy v Praze. Studium medicíny absolvoval částečně i v Anglii, kam později často jezdíval, a ukončil je v roce 1925. V době studií a krátké praxe v Praze se stýkal se slovenskými intelektuály, kteří zde žili, byl členem spolku Detvan. Ze slovenských spisovatelů mu byli myšlenkově nejblíže Laco Novomeský, Vladimír Clementis nebo Janko Alexy, spoluzakladatel časopisu Svojeť. Studoval také externě Filozofickou fakultu Univerzity Komenského v Bratislavě, kde získal v roce 1932 doktorát za práci Princíp krutosti.
Po skončení studia medicíny pracoval krátký čas jako lékař v Praze a potom působil jako lékař – balneolog ve slovenských lázních Piešťany, kde se specializoval na léčbu revmatismu. Mezi jeho pacienty patřil i František Xaver Šalda. V roce 1929 cestoval po Anglii, Holandsku, Německu a Francii. V roce 1932 se zúčastnil vojenských manévrů, které se staly inspirací jeho díla  Jazdecká legenda.
V roce 1934 vypukla v Piešťanech tzv. "bahnianská aféra" poté, co Gejza Vámoš uveřejnil v literárním magazínu Slovenské smery úryvky z připravovaného románu Žid severu a juhu. Místní židovská obec a spolek lázeňských lékařů ho obvinili z urážky židovství, lázní Piešťany i lékařského stavu. To spolu s obavami z pronásledování ohledně svého původu přispělo k tomu, že se v roce 1939 rozhodl emigrovat do Číny. Před odjezdem se s ním rozloučili a vyprovodili ho jeho přátelé, slovenští spisovatelé Hana Gregorová a Ján Poničan.

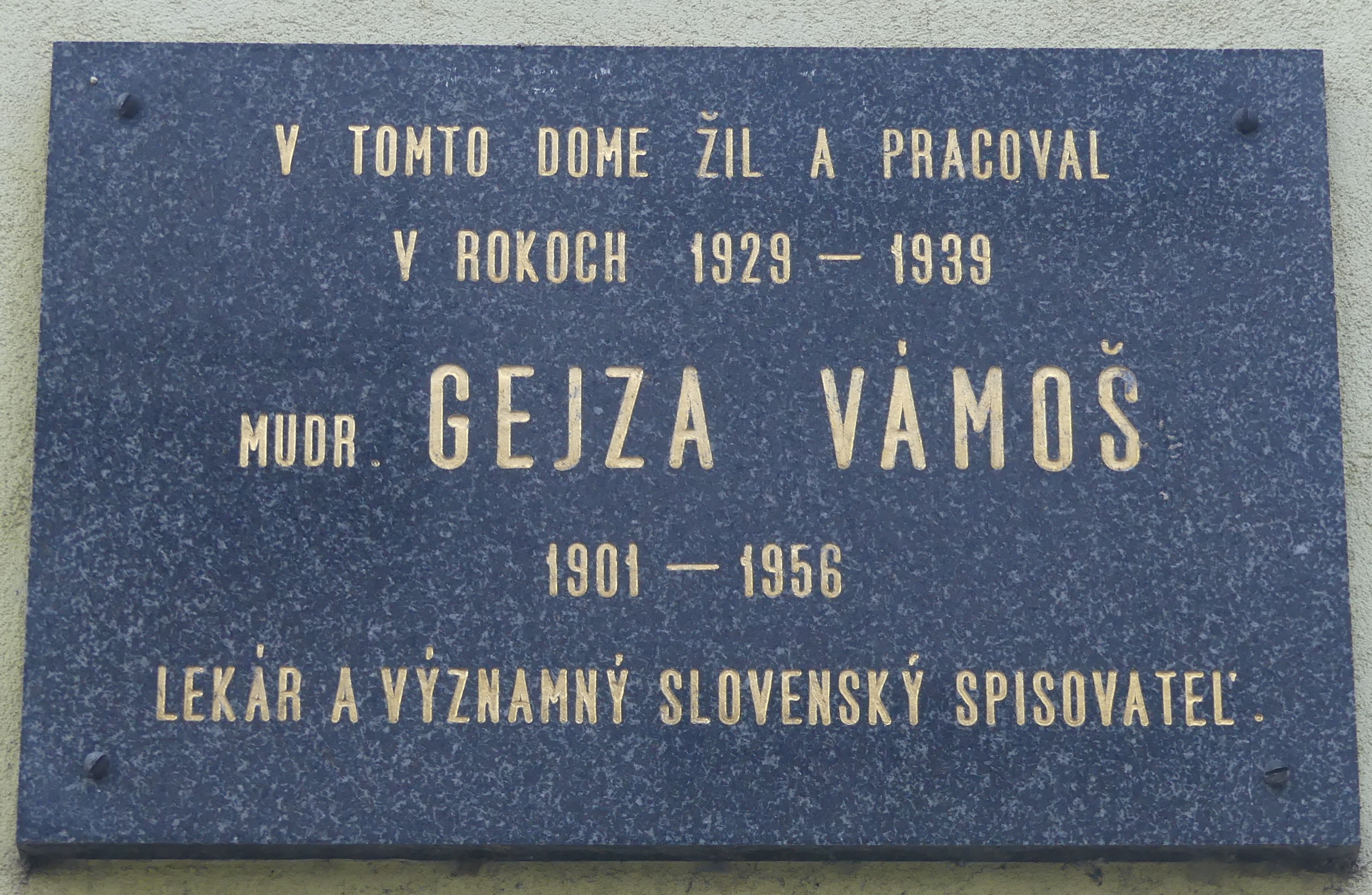
Pamětní deska k pobytu Vámoš Gejza v Piešťanech.

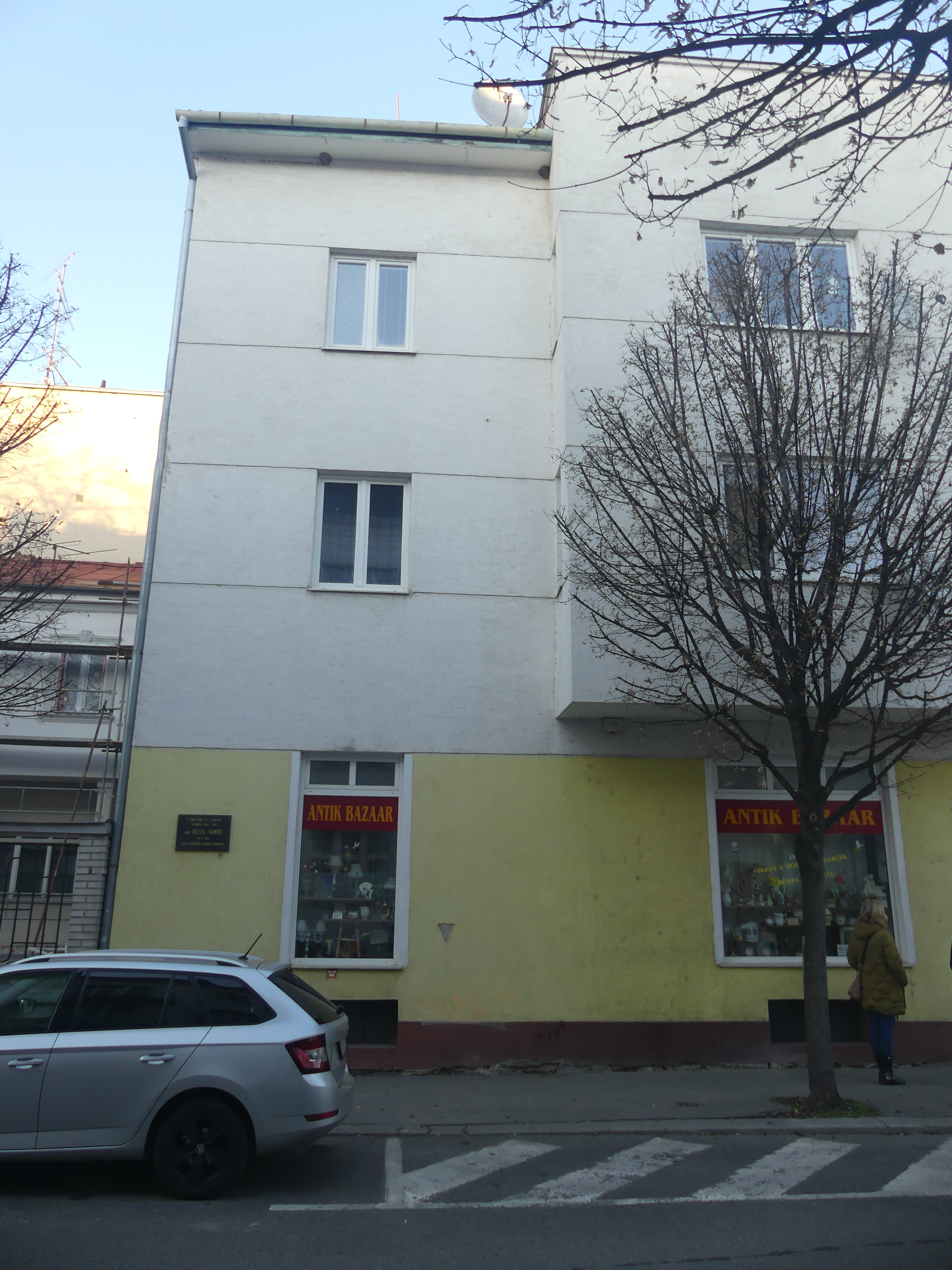
Dům v Piešťanech s pamětní deskou pobytu Vámoš Gejza.

V Číně pracoval jako lékař nejprve ve městě Tchien-ťin, potom v Pekingu, Šanghaji a dalších městech. V roce 1948 odešel na Tchaj-wan, odkud se v roce 1949 vystěhoval do Brazílie. Tam v letech 1952 – 1956 vykonával lékařskou praxi v osadách Porto Novo, Niterói a Miradouro. Léčil také chudé pacienty v černošské osadě Muriaé, onemocněl nemocí beri beri (z nedostatku vitamínu B1) a na její následky tam 18. března 1956 zemřel.

## Dílo
Svoje první prozaické práce uveřejňoval jako vysokoškolák ve studentském literárním časopise Svojeť, jehož byl spoluzakladatelem. Zde publikoval i první novely ze svého debutu Editino očko, který vyšel v roce 1925.
Koncem roku 1928 vyšel 1. díl jeho nejznámějšího románu Atómy boha. V roce 1934 vydalo pražské vydavatelství Melantrich jeho prózu Odlomená haluz, která je kritiky považována za jeho nejzdařilejší dílo. Všechna jeho díla mají autobiografické rysy, zúročil v nich svoje zkušenosti z lékařské praxe i filozofické vědomosti získané studiem a četbou oblíbených autorů A. Schopenhauera, F. Nietzscheho a O. Weiningera. Jeho tvorba byla hodnocena jako pesimistická, naturalistická s prvky nihilismu. Znalci jeho díla se domnívají, že poprvé ve slovenské literatuře uplatnil principy postmodernismu.

### Próza
- 1925 Editino očko
- 1928 Atómy boha (2 díly)
- 1932 Jazdecká legenda
- 1934 Odlomená haluz (česky v překladu Marie Vodičkové, 1967, Odeon)
- 1938 Hrušovianski hriešnici (pouze časopisecky, na pokračování)

### Divadelní hry
- 1935 Jarný sladoľad (fraška o 1 dějství)
- 1935 Pisár notáriušov (fraška o 1 dějství)
- 1935 Sterilizácia (veselohra o 1 dějství)

### Literární věda
- 1996 Princíp krutosti (dizertační práce, knižně)

## Ocenění
- 1934 cena vydavatelství Melantrich za román Odlomená haluz